# Jeon (cognome)
Jeon (전?, 全, 戰, 田, 錢?) è un cognome di lingua coreana.

## Possibili trascrizioni
Cheon, Chon, Chŏn, Chun, Jun.

## Origine e diffusione
Può essere scritto con tre hanja diversi, ciascuno con significati diversi.
- 全 (온전할 전 onjeonhal jeon, "intero"). È il carattere più comune, utilizzato da 493419 persone in 153208 famiglie secondo il censimento del 2000.[1] Il cognome ha origine dal regno di Baekje. Si dice anche che quando la dinastia Goryeo cadde, molti cambiarono il loro cognome da Wang a Jeon (全) od Ok (玉) per evitare gravi persecuzioni da parte della dinastia Joseon.
- 田 (밭 전 bat jeon, "campo"). È il secondo carattere più comune, utilizzato da 188354 persone in 58895 famiglie.[1] Il cognome ha origine dal regno di Goryeo.
- 錢 (돈 전 don jeon, "denaro"). È il carattere meno comune, utilizzato da 6094 persone in 1883 famiglie.[1]

Si tratta del 16º cognome per diffusione in Corea secondo i dati del Korean National Statistics Office del 2015. Nel Paese è portato da circa 749266 persone.

## Persone
- Jeon Do-yeon, attrice sudcoreana
- Jeon Jung-kook, cantante sudcoreano
- Jeon So-mi, cantante sudcoreana